# Gestion structurée
La gestion structurée est une gestion de portefeuille faisant appel à l'assurance de portefeuille.
Elle consiste à faire appel à des produits dérivés financiers permettant de garantir le capital placé mais en limitant en contrepartie les possibilités de gain provenant de l'évolution boursière du portefeuille.
Tout en acceptant un rendement global faible, voire nul certaines années, le porteur d'un fonds de placement fonctionnant en ayant recours à la gestion structurée (fonds structuré) voit son capital nominal garanti. À noter toutefois qu'une performance nominale nulle ou faible ne garantit pas forcément le pouvoir d'achat du capital, en cas par exemple de forte inflation.
La gestion structurée porte souvent sur un portefeuille de créances dans le cadre de la titrisation.